# Westkoor

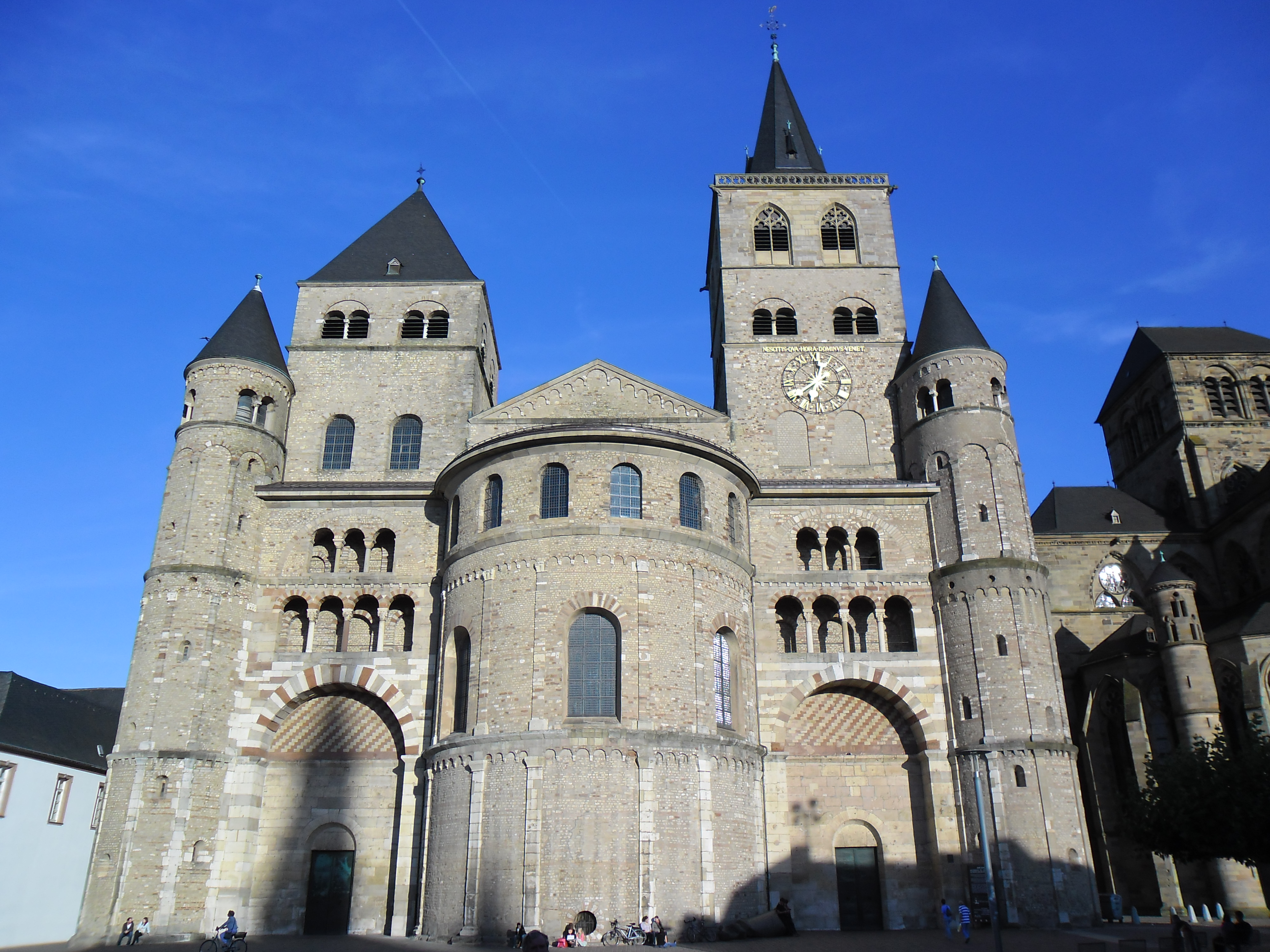
Westkoor van de Dom van Trier

Een westkoor of westwerkkoor is een koor aan de westzijde van een kerkgebouw.
In de vroegchristelijke bouwkunst was de apsis, de oorspronkelijk vorm van het koor, meestal op het westen gericht. Sinds de vijfde eeuw is een oriëntering op het oosten echter gebruikelijk en later zelfs voorschrift.
Een westkoor komt om die reden vrijwel alleen voor in combinatie met een oostkoor. Meestal betreft het romaanse kerken.
Er zijn grofweg twee typen te onderscheiden:
- oostkoor en westkoor zijn min of meer gelijkvormig (zie: dubbel koor);
- het westkoor bevindt zich in een westwerk, waarbij de apsis soms ontbreekt.

Beroemd is het westkoor van de Dom van Trier, dat met zijn flankerende torens indrukwekkender toont dan het enigszins verscholen oostkoor. Een voorbeeld in Nederland is het westkoor in het westwerk van de Sint-Servaasbasiliek in Maastricht, dat echter alleen in het interieur als dusdanig herkenbaar is. Het westwerkkoor van de Sint-Gertrudiskerk in het Belgische Nijvel is juist wel herkenbaar aan de buitenzijde, maar is een reconstructie van de in de 17e eeuw afgebroken koorapsis.